# Croissant
Croissant (fil) [kroasaŋ´] är ett bakverk av wienerdeg eller smördeg format i en halvmåne ofta förknippat med Frankrike. Croissanter är i grunden en fransk version av giffel och har en slående likhet med vissa typer av sådana. Namnet croissant är franskt och kommer från ordet croître, med betydelsen växa.

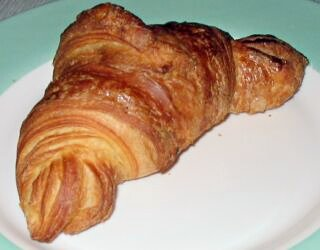
En croissant.

Traditionellt gör man något som heter treslag, vilket innebär att man kavlar ut degen till en rektangulär form och sedan så viker man in långsidorna mot mitten, den ena över den andra. Därefter låter man degen vila 30 minuter i antingen lågt tempererad kyl eller i frys för att degen ska släppa på spänningen innan man gör nästa treslag. Proceduren utförs totalt tre gånger.

## Ursprung enligt legenden
Croissantens historia sträcker sig tillbaka till slutet av 1600-talet. Då turkarna 1683 belägrade staden Wien i Österrike hörde bagarna en natt hur turkarna höll på att ta sig förbi stadsmuren. Bagarna larmade stadsborna och turkarnas anfall kunde slås tillbaka. Som tack för sin vaksamhet fick bagarna tillstånd att baka ett nytt bröd som skulle påminna om händelsen. Bakverket fick formen av en halvmåne som är de muslimska turkarnas symbol.
På 1700-talet flyttade Marie-Antoinette från Österrike till Frankrike för att gifta sig med Frankrikes kronprins och hon tog med brödtypen till det franska hovet  där den först bakades av briochdeg som glaserades, vilket då kallades croissant de lune. Dagens croissant bakad av smördeg kom i mitten av 1800-talet.